# 滋賀県道199号下豊浦鷹飼線
滋賀県道199号下豊浦鷹飼線（しがけんどう199ごう しもといらたかかいせん）は、滋賀県近江八幡市を通る一般県道である。

## 概要
近江八幡市安土町下豊浦から近江八幡市金剛寺町に至る。
JR西日本東海道本線 安土駅と近江八幡駅南口との双方の連絡道となっている。

### 路線データ
- 起点：近江八幡市安土町下豊浦（下豊浦北交差点、滋賀県道2号大津能登川長浜線交点）
- 終点：近江八幡市金剛寺町（金剛寺交差点、滋賀県道26号大津守山近江八幡線交点）
- 総延長：4.3 km

## 路線状況

### 重複区間
- 滋賀県道201号安土西生来線・滋賀県道600号近江八幡安土能登川自転車道線（近江八幡市安土町下豊浦・松原交差点 - 近江八幡市安土町下豊浦・安土郵便局前交差点）

### 道路施設

#### 橋梁
- 松原橋（山本川、近江八幡市）

## 地理

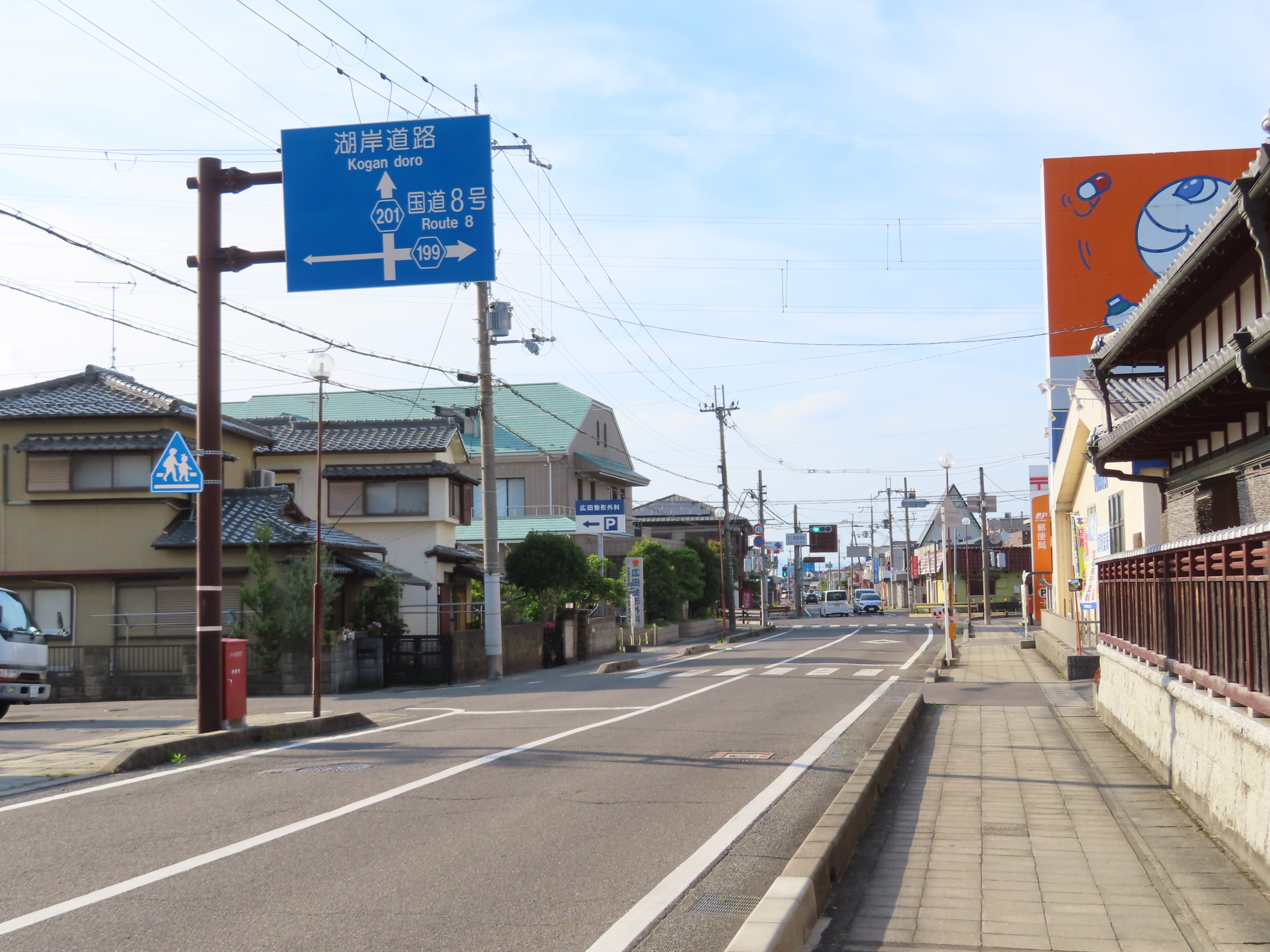
近江八幡市安土町下豊浦（2023年6月）

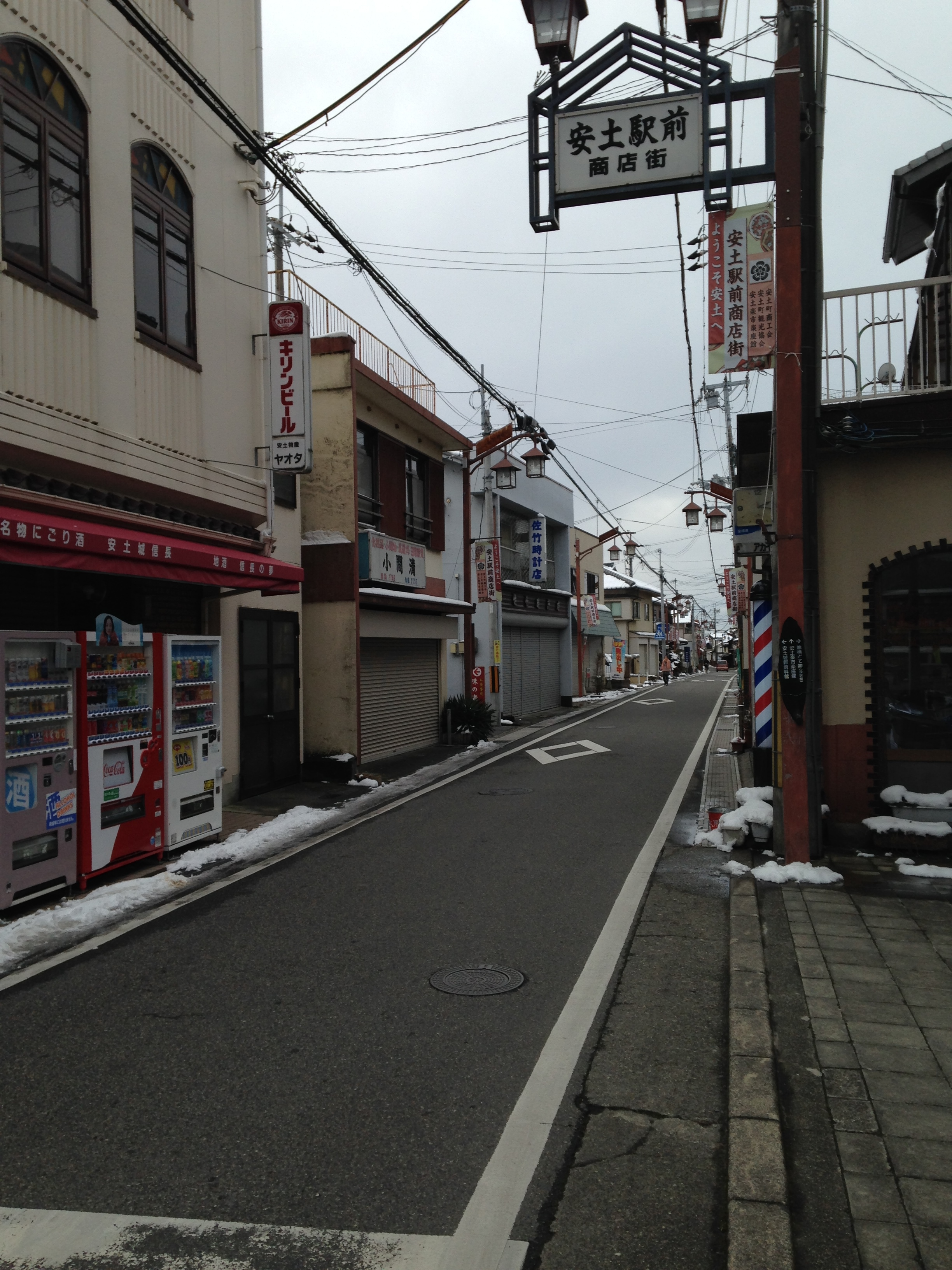
安土駅前商店街（2014年2月）

### 通過する自治体
- 近江八幡市

### 交差する道路
| 交差する道路 | 交差する場所 | 交差する場所          |
| --- | ------------ | --------------------- |
| 滋賀県道2号大津能登川長浜線 / 彦根道＝朝鮮人街道 | 安土町下豊浦 | 下豊浦北交差点 / 起点 |
| 滋賀県道201号安土西生来線 重複区間起点 滋賀県道600号近江八幡安土能登川自転車道線 / びわ湖よし笛ロード 重複区間起点                                        | 安土町下豊浦 | 松原交差点            |
| 滋賀県道2号大津能登川長浜線 / バイパス 滋賀県道201号安土西生来線 重複区間終点 滋賀県道600号近江八幡安土能登川自転車道線 / びわ湖よし笛ロード 重複区間終点 | 安土町下豊浦 | 安土郵便局前交差点    |
| 滋賀県道26号大津守山近江八幡線 | 金剛寺町     | 金剛寺交差点 / 終点   |

### 交差する鉄道
- 東海道本線

### 沿線
- 安土郵便局
- 近江八幡市立安土幼稚園
- 安土町公民館
- 近江八幡市立安土小学校
- JR西日本東海道本線 安土駅
- 滋賀銀行 安土支店
- 金円寺
- 滋賀県立八幡工業高等学校
- 近江八幡安全教育センター（自動車教習所）
- 近江八幡市立金田小学校、金田幼稚園